# 叙任权斗争

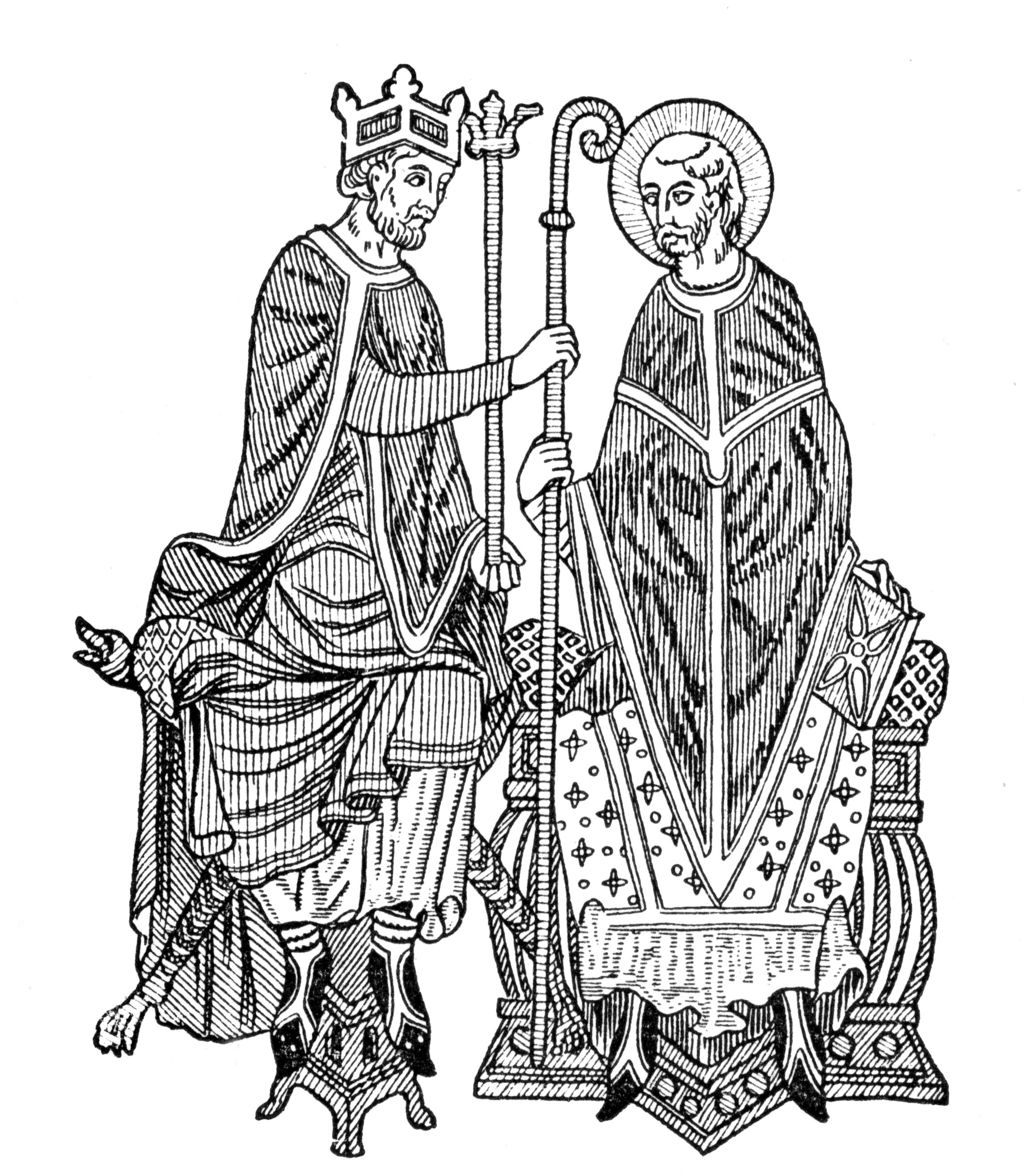
一位中世纪国王以职位象征授职予一主教。圖片來自1905年出版的著作《中世纪与近代史》（Mediaeval and Modern History

叙任权斗争（英語：Investiture Controversy）或叙任权争夺（英語：Investiture Contest），指的是一系列發生在西歐中世纪的重大冲突事件，矛盾双方為天主教会和世俗君主。在11和12世纪之际，数位教宗挑战和指责西欧君主所握有的圣职任命权和授予权。
1075年，神圣罗马帝国皇帝亨利四世与教宗额我略七世之间為争夺教会圣职（叙任）的任命權而发生斗争；1103年至1107年之间，英格兰国王亨利一世与教宗賈利二世之間又爆發教俗之争，最终以伦敦条约结束双方的争执；同一时期的法兰西国王也与教宗也因圣职任命和授予发生冲突。上述所有教俗冲突在1122年的《沃尔姆斯宗教协定》中全都得到解决。
伴随着萨利安王朝的衰落，这场冲突导致了近50年的神圣罗马帝国内战，诸侯和教会联手压倒了皇帝并获得了胜利，而王权的复兴则要等到霍亨斯陶芬王朝登基以后才得以实现。

## 起因
在罗马帝国衰亡后，叙任权斗争之前，教会官员的任命尽管理论上是天主教会負責，但实际上由世俗权威履行。由于大批财富和土地与主教或修道院院長之位紧密相连，故贩卖教会职位（即販賣聖職活动）成了世俗领袖的一个重要的收入来源。因为由于其识文断字具备管理能力，主教们以及隐修院院牧们自己通常是世俗政府的一部分，故任命（或卖职给）忠心之人对世俗统治者有利。此外，神圣罗马帝国皇帝具备特别的任命教宗权能，而教宗则会任命和加冕下一位皇帝。因此，这样一个对教会职位的世俗叙任便成了永不停止的周而复始。
批评开始于教会内部额我略改革的成员，他们决定将叙任权收归教会以对付贩卖圣事之罪。额我略改革者们知道在皇帝保有任命教宗权能的情况下，改革是不可能的，因此他们的第一步便是将教宗职位从皇帝的控制下解放出来。1056年机会出现了，当时亨利四世于6岁时成为了罗马人民的国王。改革者们抓住此时他还是孩童不能反对这一良机解放教宗职位。1059年，教会在罗马举行大公会议，宣布世俗领袖不再在教宗选择中扮演角色，并创立了完全由教会官员组成的枢机团作为选举人团。自此枢机团负责选择教宗。
当罗马控制了教宗选举后，现在是时候在更广的战线上对世俗叙任活动发动攻击了。

## 叙任权斗争
1075年，教宗额我略七世在《教宗訓令》中声明罗马教会是由天主独自建立的；教宗权力（教宗哲拉旭一世的权威）是唯一的普世权力；特别是，于同年2月24-28日在拉特朗宫召开的大公会议，诏令教宗独自即可任命或免去教会人员之职，或将其从一个主教座位调到另一个。这个对中世纪早期的權力平衡带有根本性的背离，在其他额我略改革之中，消灭了叙任——由天主委派的最高统治者以世俗兼精神的权力之象征任命教长的权利——活动。

### 與亨利四世
此时，亨利四世不再是孩童，他对此种宣称进行反击，致信额我略七世，在信中他用以下毫不含糊的用语收回了他作为皇帝对额我略当教宗的支持：
该信开头即“亨利，非自立為王而實得天主天命之国王，致書於希德伯兰，並非當今教宗之一介伪修士”。
该信要求选举一位新的教宗。信尾如下：

朕，亨利，託天主洪福之国王，與朕全體之主教，晓谕於汝，下台，下台，且汝永遭诅咒。

当亨利四世任其专职司铎为米兰教區主教，而当时已有一位候选人在罗马被选中时，形势变得更紧迫了。1076年，额我略的反应是對国王處以破門律，将其开除出教会，并罢免其德意志王国国王之位。这是自公元4世纪后首次发生的国王被罢免事件。
贯彻这些声明是一件难事，但优势逐渐落在額我略七世一方。德意志贵族很高兴听到国王被罢免。他们利用宗教掩护作为借口以继续自1075年第一次朗根萨尔察战役开始的反叛，并图夺取皇家保有地。贵族们主张地方对农民和财产的统治地位，建立要塞——这在过去是非法的，以及建立地方采邑制以保卫他们的自治权不受帝国剥夺。

亨利四世向托斯卡尼的瑪蒂爾達以及隐修院院牧克吕尼的休（Hugh of Cluny）请求调停。

亨利四世由于需要时间调动其部队打击叛乱，这些因素结合起来，因此他别无选择。只有讓步。1077年，他行至意大利北部的卡诺莎觐见教宗，并以个人名义致歉。出于悔罪并重复他自己在第一次朗根萨尔察战役之后对萨克森人的惩罚，他戏剧性地披了件刚毛衬衣并在数九寒冬赤脚立于雪中，这后来被称为卡諾莎之行。額我略解除了绝罚，但帝国的贵族们——其反叛被称为大撒克逊起义——并不情愿放弃他们的机会。他们选出了一位对立的国王，萊茵費爾登的魯道夫。
亨利四世此后宣布克勉三世为教宗。1081年，鲁道夫在与亨利的作战中身亡，亨利并于同年入侵罗马以图强行推翻額我略七世并安插一位更友好的教宗。額我略七世召来其同盟者们——诺曼人罗伯特·吉斯卡尔（剛征服了南義大利），1085年他们从帝国军队手中救下了教宗。诺曼人在此过程中將罗马洗劫，而当罗马市民们奋起反对額我略时，他被迫与诺曼人一同逃往南部。他很快便在那裡去世。之後諾曼人又鎮壓下羅馬市民的反抗，繼任的教宗遂在諾曼人的保護下繼續統治羅馬。
叙任权斗争继续了数十年，因为每位继位的教宗都力图通过挑起帝国内的叛乱以减少皇帝的权力。这些叛乱逐步成功。亨利四世在1106年去世后，由其子亨利五世继位，这位新皇帝曾支持教宗反对其父，并曾使其父在临终前声明放弃其对立教宗的合法性。亨利五世也曾选了另一位对立教宗——額我略八世，但他根据《沃姆斯协约》放弃了部分叙任权，并被教会重新接纳且因此被正式承认为合法皇帝。

## 英格兰叙任权斗争（1103年－1107年）
在亨利四世去世时，英格兰国王亨利一世与教会也因叙任而卷入斗争，而其解决则为帝国最终解决该问题提供了模范。
征服者威廉在入侵时已经接受了来自教宗亚历山大二世的教宗的旗帜和遥远的祝福，但在取得圆满成功后却成功回绝了教宗的主张，即他必须按照《君士坦丁御賜文》的一般规定来罗马并为其采邑宣誓效忠。
《教宗训令》中对世俗叙任权的禁止并没有动摇威廉的主教们和隐修院院牧们的忠诚。在亨利一世统治下，威斯敏斯特与罗马间激烈的争吵导致坎特伯里總教區總主教安瑟伦放弃了调停并退隐至一隐修院。一位诺曼人伯爵——亨利的主要谋士——被绝罚，但绝罚国王之威胁仍未兑现。在德国的亨利没有被干掉之前，教宗需要英格兰的亨利。一个计划中的十字军也需要英格兰的支持。
亨利一世委托约克總教區总主教收集并呈交所有有关受膏者之王权的传统。“由此产生的‘约克的无名氏’条约是中世纪早期政治理论研究者们的研究乐趣之所在，但它们绝不是盎格鲁-诺曼君主制的典型观点，它代替了为过时的宗教意识形态服务的行政的和法律的官僚制的牢固基础。”

## 1107年《伦敦协约》
《伦敦协约》（1107年）提示了一个后被《沃姆斯协约》采纳的妥协。与德国的情形类似，在英格兰，国王区别对待教长的世俗权力和宗教权力，以达到牵制权衡的作用：亨利放弃了其对其主教们和隐修院院牧们的叙任权，却又保留了要求他们来并为教会财产（与主教职位挂钩的地产）宣誓效忠的传统，主教在经历世俗封臣所需要进行的赞誉典礼并在典礼上宣誓效忠并其封臣身分后，即可直接从国王手中获得教会财产。也由于诺曼征服后英格兰国王权力相较更为集中，英格兰的封臣系统并没有像法国的封臣系统一样在大的地方领主间进行划分。
亨利认识到依赖经院学者作衡平法官之危险，并迅速转而依靠拥有次要的圣职的世俗学者，且酬予这些人以国王自己提供的主教辖区和隐修院。亨利推广兵役免除税以降低君主制对仰赖教会土地所提供的骑士的依赖。英格兰短暂的叙任权斗争之结果是国王的世俗权力得到了加强。

## 《沃姆斯协约》及其意义
在欧陆，神圣罗马帝国50年的内战之后，妥协（但其长期结果却南辕北辙）于1122年达成，并于9月23日完成签字，该妥协即《沃姆斯协约》。教宗和帝国皇帝双方同意叙任权争议要被排除，而为世俗领袖对任命程序的非正式但却重要的影响提供了余地。
其实，神圣罗马帝国的皇帝在被卷入与教会的争端前，其权力已经衰落并走向解体。随着各诸侯国领主对农民的权利增长，农奴制增强，大众权利因而减少。与此同时，地方权力的提升使得地方税费增加，而流向帝国皇帝的资金减少。司法权地方化，法院开始不必向帝国当局汇报。帝国中央权力的长期衰落使得帝国四分五裂，而这一直持续到19世纪帝国正式被拿破仑取消。在意大利，神圣罗马帝国领土之一，主教叙任权也造成了帝国权威的丧失，增强了当地对帝国的离心力。
教宗一派势力在协议后实际得到了增强。不过，在叙任权斗争中，双方都力图引领公共舆论。其结果是世俗人士开始从事宗教事务，而平信徒增加，为十字军以及12世纪巨大的宗教活力做了准备。
并且，叙任权争论并没有因为沃姆斯协约而结束。教宗们和神圣罗马帝国皇帝们仍然争论不休，直到北意大利重新纳入帝国。在腓特烈二世任内，教会将调转十字军的枪头直指神圣罗马帝国。据诺曼·康托：叙任权斗争结束了中世纪早期教会与世俗力量的平衡，并终结了二者之间的相互渗透、共生互利的关系。中世纪王权不得不重新从过去的教会人员和制度支持另起炉灶，寻求新的人员与制度支撑，这也最终导致了在11世纪末至12世纪初出现了首例世俗官僚制国家：盎格鲁-诺曼君主制展现了世俗官僚统治的基本形式。

### 引用
1. ↑  This formula can be found in several letters issued to bishop Opizo of Lodi. Paravicini Bagliani，第77頁
2. ↑  Paravicini Bagliani，第76页
3. ↑  Cantor（1993年），第286页
4. ↑  Cantor（1993年），第395页